# بیوبریک
بیوبریک، (به انگلیسی: BioBrick)، آجر زیستی یا زیست‌آجر، توالی یا ترتیبی از دی‌ان‌ای (DNA) است که با معیار (استاندارد) اتصال اندونوکلئازهای محدودکننده مطابقت دارد و از استاندارد مونتاژ اندونوکلئازهای محدودکننده پیروی می‌کند. بیوبریک بخش یا جزء تشکیل‌دهنده‌ای است که در ساختار یک مدار زیستی مصنوعی مشارکت می‌کند و در زیست‌شناسی مصنوعی، برای طراحی و مونتاژ مدارهای زیستی مصنوعی و ساخت واحدها یا بخش‌های بزرگتری با کارکرد مشخص و ازپیش‌تعیین‌شده، به‌منظور قرار دادن در سلول‌های زنده استفاده می‌شود. بیوبریک‌ها ترتیب یا توالی خاصی از دی‌ان‌ای هستند که با اهداف معین بر مبنای اصول مشخص در کنار یکدیگر قرار داده می‌شوند تا ساختار و واحد بزرگتری با نام مدار زیستی مصنوعی ایجاد کنند. این ساختار یا واحد بزرگتر، به نوبه خود برای کارکرد و سازوکار زیستی خاص مورد استفاده قرار می‌گیرد. بیوبریک‌ها بخش‌هایی از دی‌ان‌ای با کارکرد و وظیفه خاص هستند. بیوبریک‌ها موجب تشکیل واحدها یا ساختارهای زیستی با عملکرد زیستی خاص، مانند تولید یک فرآورده زیستی مشخص می‌شوند. پروموتر در ژنتیک نوعی بیوبریک است.